# Rebeuville
Rebeuville é uma comuna francesa na região administrativa de Grande Leste, no departamento de Vosges. Estende-se por uma área de 8,72 km². Em 2010 a comuna tinha 287 habitantes (densidade: 32,9 hab./km²).